# Talkin' John Birch Paranoid Blues
Talkin' John Birch Paranoid Blues, conosciuta anche come Talkin' John Birch Society Blues e Talkin' John Birch Blues, è una canzone scritta da Bob Dylan nel 1962 e contenuta nel triplo album del 1991 intitolato The Bootleg Series Volumes 1-3 (Rare & Unreleased) 1961-1991.
Il brano è contenuto anche nelle rarissime prime copie stampate dell'album The Freewheelin' Bob Dylan, prima che il brano fosse eliminato e rimpiazzato da un altro per ordine della CBS.

## Il brano
Si tratta di una canzone satirica, in stile "blues parlato", che racconta della paranoia del protagonista convinto che i comunisti, o i "rossi" come li chiama lui, stanno infiltrandosi nella nazione. Egli aderisce quindi alla John Birch Society, un'organizzazione anti-comunista ultraconservatrice, ed inizia a cercare comunisti dappertutto: sotto il letto, nel camino, dentro il water e nel cruscotto dell'auto. Dopo aver esaurito i posti dove cercare, inizia a sospettare persino di sé stesso.
(Talkin' John Birch Paranoid Blues, Bob Dylan)

### Censura all'Ed Sullivan Show
Talkin' John Birch Paranoid Blues è stata al centro di una celebre polemica che catapultò il giovane Dylan all'attenzione nazionale e che giocò una parte significativa nell'uscita del suo secondo album, Freewheelin' Bob Dylan. Il 12 maggio 1963, con il disco sul punto di essere pubblicato, Dylan fu invitato ad apparire dal vivo nell'importante trasmissione televisiva The Ed Sullivan Show della CBS. Lo show del sabato sera, uno dei più popolari della televisione statunitense dell'epoca, che aveva lanciato al successo Elvis Presley e nel 1964 avrebbe fatto lo stesso per i Beatles.
Durante le prove della trasmissione, Dylan suonò qualcuno dei nuovi brani che sarebbero dovuti apparire sull'imminente album in uscita, ma i dirigenti del network non furono assolutamente entusiasti delle tematiche trattate in Talkin' John Birch Society Blues, sarcastica canzone sulla paura ossessiva dell'America puritana verso il "pericolo rosso" (si era in piena guerra fredda).
Sia Sullivan che il produttore dello show, avevano già sentito la canzone durante le prove del sabato mattina (11 maggio 1963) senza trovarvi niente di offensivo, e il brano era loro piaciuto moltissimo. Però, quando Dylan si presentò per andare in onda il pomeriggio seguente, un dirigente della CBS gli chiese di sostituire la canzone con un'altra per paura di proteste da parte dei membri della John Birch Society, che si sarebbero potuti sentire offesi dalla canzone. Rifiutandosi categoricamente di eseguire un altro brano al posto della canzone "incriminata", Dylan lasciò la trasmissione. L'incidente ebbe ampia risonanza sulla stampa, ne parlarono sia il New York Times, sia Billboard che il The Village Voice. Inoltre, la controversia arrivò fino ai dirigenti della Columbia Records, che venuti a conoscenza della censura di Talkin' John Birch, ordinarono di eliminare la canzone dall'album in uscita per evitare qualsiasi altra polemica.
Dylan stava attraversando una situazione molto delicata. Il suo primo album non era stato un successo commerciale, e non aveva ai tempi potere decisionale e contrattuale per protestare contro la decisione presa dalla casa discografica. L'album, fatta eccezione per un numero limitatissimo di copie pressate forse per errore, non venne mai stampato né distribuito con Talkin' John Birch Society Blues inclusa nella scaletta dei brani. Il disco fu invece pubblicato senza il brano della discordia e con l'occasione anche altre tre canzoni vennero sostituite. Alla fine Dylan trasse profitto dalla situazione. Non solo godette della pubblicità gratuita che la censura all'Ed Sullivan Show aveva suscitato, ma diede all'artista anche la possibilità di rivedere e correggere la selezione dei brani da includere in Freewheelin', togliendo qualche canzone da lui considerata ormai troppo "datata", troppo vicina allo stile del suo primo materiale. Oltre a Talkin' John Birch Society, tolse dall'album altre tre canzoni, Let Me Die In My Footsteps, Ramblin' Gamblin' Willie e Rocks and Gravel. Al loro posto, trovarono spazio nel disco: Masters of War, Girl from the North Country, Bob Dylan's Dream e Talkin' World War III Blues.

### Registrazione ed esecuzione
Dylan registrò Talkin' John Birch Society Blues durante la prima seduta in studio per l'album Freewheelin' Bob Dylan tenutasi allo Studio A della Columbia, il 24 aprile 1962. La stesura del brano risaliva al febbraio 1962, e spartito e testo erano apparsi sul primo numero della rivista Broadside, diventando la prima canzone di Dylan ad esservi pubblicata. Nel marzo 1963, dopo quasi un anno dall'incisione della versione dell'album, Dylan registrò un demo della canzone per il suo editore musicale M. Witmark & Sons. Questa versione è quella poi pubblicata su The Bootleg Series Vol. 9 - The Witmark Demos: 1962-1964 nell'ottobre 2010.
La prima esecuzione in concerto del brano fu quella del 22 settembre 1962 alla Carnegie Hall di New York. Dopo l'episodio dell'Ed Sullivan Show, Dylan spesso suonava la canzone introducendola con la frase: «Questa è la canzone che non mi hanno fatto suonare in TV». L'esecuzione del brano proveniente dalla Carnegie Hall durante il concerto del 26 ottobre 1963, venne inclusa in The Bootleg Series Volumes 1-3 (Rare & Unreleased) 1961-1991. L'ultima esecuzione dal vivo del brano di cui si sia a conoscenza, è quella del concerto di Halloween alla Philharmonic Hall, che apparve in The Bootleg Series Vol. 6: Bob Dylan Live 1964, Concert at Philharmonic Hall nel marzo 2004.